# Aviram
Aviram és el terme que en ramaderia designa tota la volateria mantinguda en un corral, com ara gallines, guatlles, oques, ànecs o estruços.
La denominació inclou típicament a membres dels ordres Galliformes (tals com els pollastres i galls dindi o titots) i Anseriformes (ocells aquàtics com ara ànecs i oques).
No obstant això, aquesta no és una classificació estricta, i el terme pot fer referència també a altres tipus d'ocells que són utilitzades en la cuina, com els coloms i fins i tot estruços. Per als ocells com el faisà, la guatlla i els ànecs salvatges, s'utilitza comunament el terme ocells de caça.
La domesticació de l'aviram va tenir lloc fa uns 5.400 anys en el sud-est asiàtic. Al principi, podria haver sigut el resultat de que la gent incubés i criés ocells joves a partir d'ous recollits en la naturalesa, però més tard va suposar mantenir els ocells permanentment en captivitat. És possible que els pollastres domesticats s'utilitzessin al principi per a les baralles de galls i que les guatlles es criessin pel seu cant, però aviat es va comprendre la utilitat de tenir una font d'aliment criada en captivitat. Al llarg dels segles es va dur a terme una cria selectiva per aconseguir un creixement ràpid, capacitat de posada d'ous, conformació, plomatge i docilitat, i les races modernes solen tenir un aspecte molt diferent al dels seus ancestres salvatges. Encara que alguns ocells se segueixen criant en petits grups en sistemes extensius, la majoria de l'aviram disponible al mercat avui es crien en empreses comercials intensives.
Encara que pràcticament totes les parts d'un ocell són comestibles, les parts o preses més suculentes són els músculs pectorals del vol, anomenats pit de pollastre, i els músculs del primer i segon segment de les extremitatés inferiors, anomenats cuixa i cama respectivament; aquestes són les preferides en cuina. També s'utilitzen, encara que en menor mesura, les extremitats superiors o ales, el coll o bescoll, les potes i les vísceres, anomenades menuts en la cuina.
En els pollastres i, en general, en tot l'aviram que no té un vol sostingut o és no volador, els músculs pectorals no estan adaptats per a ús sostingut, i tenen menys mioglobina acumuladora'oxigen que els músculs de les extremitats inferiors. Presenten així un color més blanc, per la qual cosa al pit de pollastre sol anomenar-se "carn blanca" en contrast amb la "carn fosca", com es diu a les altres parts. En els ocells voladors, com els aquàtics i els de caça en general, els músculs pectorals estan adaptats per al vol sostingut, per tant, la seva carn és fosca. D'altra banda, la criança a l'aire lliure (pollastre camper o de corral) sol donar un to groguenc a la seva carn.

## Pollastres

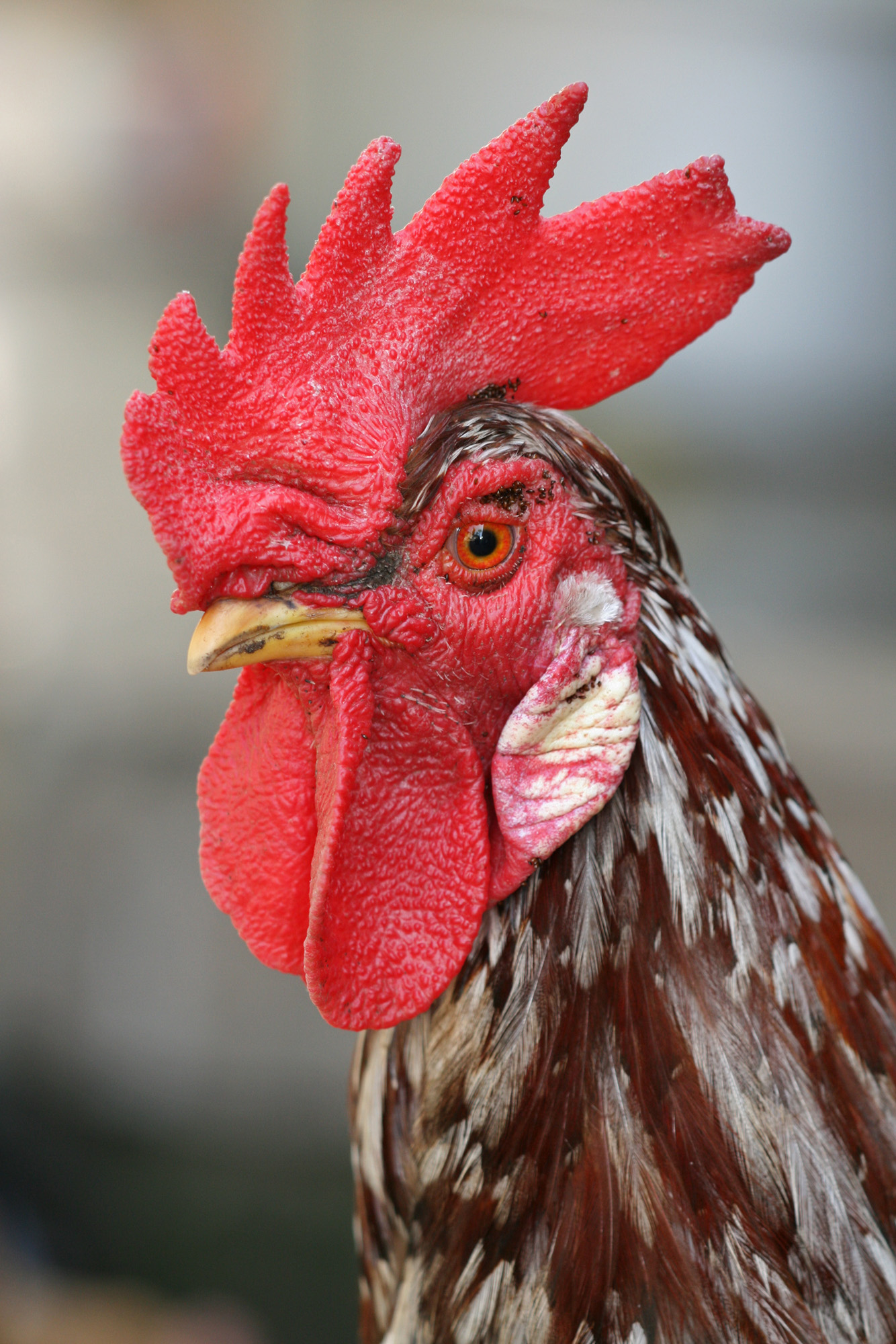
Gall amb cresta i barbes.

Els pollastres són ocells de grandària mitjana, fornides, amb una postura alçada i caracteritzades per carnosas crestes vermelles i barbes en el cap. Els mascles, coneguts com a galls, solen ser més grans, de colors més atrevits i tenen un plomatge més exagerat que les femelles (gallines). Els pollastres són ocells gregaris, omnívors i terrestres que en el seu entorn natural busquen entre la fullaraca llavors, invertebrats i altres animals petits. Rares vegades volen, excepte com a resultat d'un perill percebut, preferint córrer cap a la mala herba si se'ls apropen. El pollastre domèstic d'avui (Gallus gallus domesticus) descendeix principalment del gall bankiva (Gallus gallus) de la jungla d'Àsia, amb algunes aportacions addicionals d'espècies com el gall gris salvatge (Gallus sonneratii), el gall de Sri Lanka (Gallus lafayettii) i el gall de Java (Gallus varius).
Els estudis genòmics estimen que el pollastre va ser domesticat fa 8.000 anys en el sud-est asiàtic i es va estendre a la Xina i Índia 2.000-3.000 anys després. L'evidència arqueològica recolza als pollastres domèstics en el sud-est asiàtic molt abans del 6000 aC, Xina en el 6000 aC i Índia en el 2000 aC Un estudi històric de 2020 de Nature que seqüència completament 863 pollastres a tot el món suggereix que totes les gallines domèstiques s'originen a partir d'un sol esdeveniment de domesticació del gall bankiva, la distribució actual del qual és predominantment en el sud-oest de la Xina, el nord de Tailàndia i Myanmar. Aquests pollastres domesticats es van estendre pel sud-est i sud d'Àsia, on es van creuar amb espècies silvestres locals d'ocells de la selva, formant grups genèticament i geogràficament diferents. L'anàlisi de la raça comercial més popular mostra que la raça White Leghorn posseeix un mosaic d'ancestres divergents heretats de subespècies del gall bankiva.
Els pollastres van ser un dels animals domesticats transportats amb les migracions austronèsiques transportades per mar a Taiwan, les illes de la Melanèsia, Madagascar i les illes del Pacífic; a partir d'al voltant del 3500 al 2500 aC
Per a l'any 2000 aC, les gallines semblen haver arribat al vall de l'Indus i 250 anys després, van arribar a Egipte. Encara s'usaven per a la lluita i es consideraven símbols de fertilitat. Els romans els van usar en endevinació, i els egipcis van fer un gran avanç quan van aprendre la difícil tècnica de la incubació artificial. Des de llavors, la cria de pollastres s'ha estès per tot el món per a la producció d'aliments, sent els ocells domèstics una valuosa font tant d'ous com de carn.
Des de la seva domesticació, s'ha establert una gran quantitat de races de pollastres, però amb l'excepció de la Leghorn blanca, la majoria de les aus comercials són d'origen híbrid. Cap al 1800 els pollastres van començar a criar-se a major escala, i les granges avícoles modernes d'alt rendiment van estar presents en el Regne Unit des d'al voltant de 1920 i es van establir als Estats Units poc després de la Segona Guerra Mundial. A mitjan segle XX la indústria de producció de carn d'aviram era de major importància que la indústria de la posada d'ous. La cria de l'aviram ha produït races i ceps per satisfer diferents necessitats; aus ponedores d'estructura lleugera que poden produir 300 ous a l'any; aus carnoses de creixement ràpid destinades al consum a una edat primerenca i aus utilitàries que produeixen tant un nombre acceptable d'ous com una canal ben carnosa. Els mascles no són desitjats en la indústria de la posada d'ous i, sovint, poden identificar-se tan aviat com neixen per al seu posterior sacrifici. En les races de carn, aquests ocells de vegades es castren (sovint químicament) per evitar l'agressió. L'au resultant, també té una carn més tendra i saborosa.

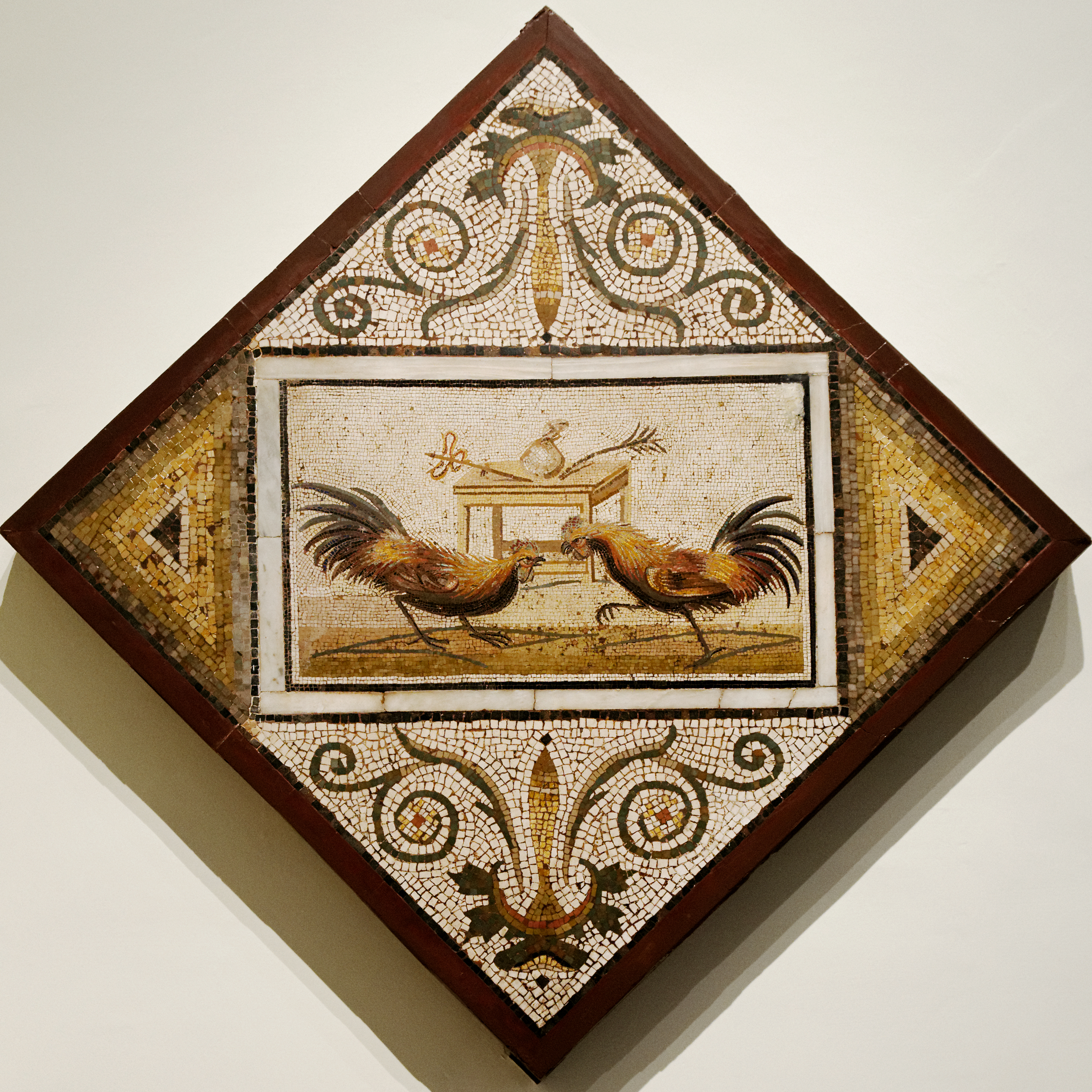
Mosaic romà que representa una baralla de galls.

Un pollastre nan, com ara la nostrada gallina nana flor d'ametller, és una petita varietat de pollastre domèstic, ja sigui una versió en miniatura d'un membre d'una raça estàndard o un "gall veritable" sense contrapart més gran. Els galls poden ser d'una cambra a un terç de la grandària de les varietats estàndard i posen ous igualment petits. Són mantinguts per petits propietaris i aficionats per a la producció d'ous, i s'usen com a gallines lloques, amb finalitats ornamentals i per a exhibicions.

## Ànecs
Els ànecs són ocells aquàtics de grandària mitjana amb bec ample, ulls en el costat del cap, coll bastant llarg, potes curtes molt enrere del cos i potes palmades. Els mascles sovint són més grans que les femelles i tenen colors diferents en algunes races. Els ànecs domèstics són omnívors i mengen una varietat de materials animals i vegetals com a insectes aquàtics, mol·luscs, cucs, petits amfibis, algues i pastures. S'alimenten en aigües poc profundes jugant, amb el cap sota l'aigua i la cua a l'inrevés. La majoria dels ànecs domèstics són massa pesats per volar i són ocells socials que prefereixen viure i moure's junts en grups. Mantenen el seu plomatge impermeable en empolainar-se, un procés que escampa les secrecions de la glàndula empolainada sobre les seves plomes.

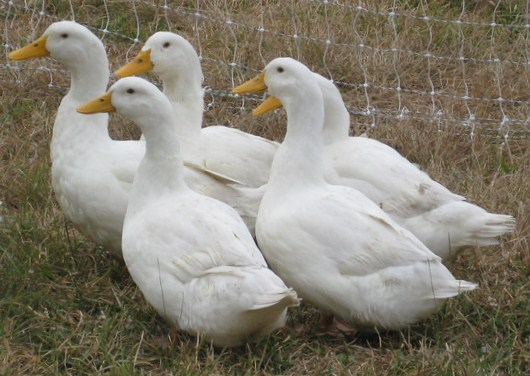
Ànecs pekinesos

Els models d'argila d'ànecs oposats a la Xina que es remunten al 4000 aC poden indicar que la domesticació dels ànecs va tenir lloc allí durant la cultura Yangshao. Fins i tot si aquest no és el cas, la domesticació de l'ànec va tenir lloc en l'Extrem Orient almenys 1.500 anys abans que a Occident. Luci Columel·la, escrivint al segle I aC, aconsellava a els qui buscaven criar ànecs que recol·lectessin ous d'ocells silvestres i els posessin sota una gallina lloca, perquè quan es crien d'aquesta manera, els ànecs "deixen a un costat la seva naturalesa salvatge i sense dubtar-ho es reprodueixen quan estan tancats en el corral d'ocells". Malgrat això, els ànecs no van aparèixer en els textos agrícoles a Europa occidental fins a aproximadament el 810 dC, quan van començar a esmentar-se juntament amb les oques, les gallines i els paons com a pagaments de lloguer fets pels arrendataris als terratinents.
Existeix un consens generalitzat que l'ànec collverd (Anas platyrhynchos) és l'avantpassat de totes les races d'ànecs domèstics (amb l'excepció de l'ànec real (Cairina moschata), que no està estretament relacionat amb altres ànecs). Els ànecs es crien principalment per la seva carn, ous i plomissol. Com ocorre amb els pollastres, s'han desenvolupat diverses races, seleccionades per la seva capacitat per posar ous, el seu ràpid creixement i una carcassa ben coberta. La raça comercial més comuna en el Regne Unit i Estats Units és l'ànec Pequín, que pot posar 200 ous a l'any i aconseguir un pes de 3,5 kg en 44 dies. Al món occidental, els ànecs no són tan populars com els pollastres, perquè aquests últims produeixen majors quantitats de carn blanca magra i són més fàcils de criar de forma intensiva, la qual cosa fa que el preu de la carn de pollastre sigui més baix que el de la carn d'ànec. Encara que és popular en l'alta cuina, l'ànec apareix amb menys freqüència en la indústria alimentària del mercat massiu. No obstant això, les coses són diferents a Orient. Els ànecs són més populars allí que les gallines i, en la seva majoria, encara es crien de la manera tradicional i se seleccionen per la seva capacitat per trobar suficient aliment en els camps d'arròs collits i altres ambients humits.

## Oques

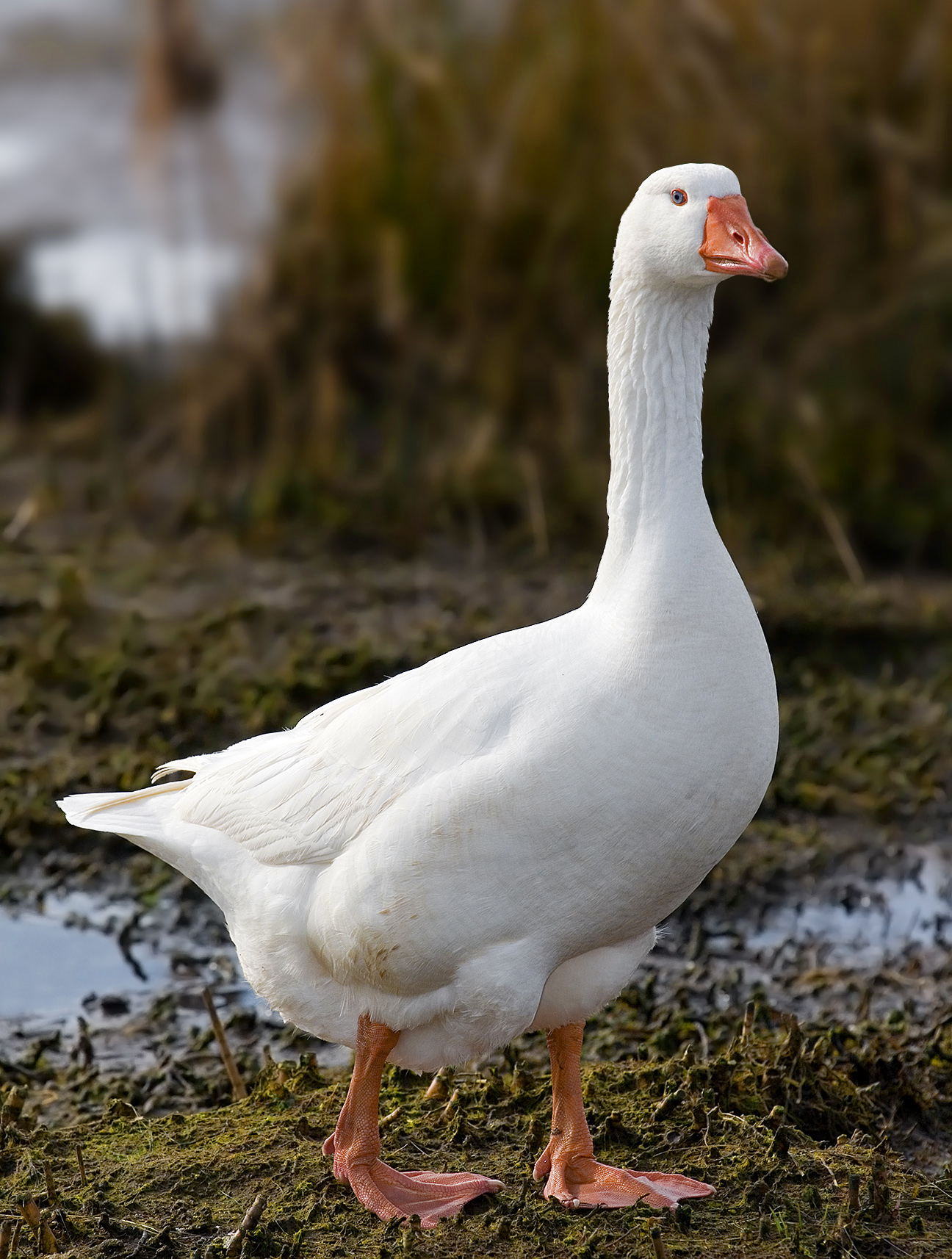
Una oca Emden, descendent de l'oca comuna

L'oca comuna (Anser anser) va ser domesticada pels egipcis fa almenys 3.000 anys, i una espècie salvatge diferent, l'oca cigne (Anser cygnoides), domesticat a Sibèria uns mil anys després, es coneix com a oca xinesa. Les dues s'hibriden entre si i la gran protuberància a la base del bec, una característica notable de l'oca xinesa, està present en diferents graus en aquests híbrids. Els híbrids són fèrtils i han donat lloc a diverses de les races modernes. Malgrat la seva primerenca domesticació, les oques mai han guanyat la importància comercial dels pollastres i ànecs.
Les oques domèstiques són molt més grans que les seves contraparts salvatges i tendeixen a tenir colls gruixuts, una postura alçada i cossos grans amb amples extrems posteriors. Els ocells derivats de la llagosta grisa són grans i carnosos i s'utilitzen per a la carn, mentre que les oques xineses tenen estructures més petites i s'utilitzen principalment per a la producció d'ous. El fi plomissol de tots dos es valora per al seu ús en coixins i peces embuatades. S'alimenten de pastura i males herbes, complementant això amb petits invertebrats, i un dels atractius de la cria d'oques és la seva capacitat per créixer i prosperar en un sistema basat en pastura. Són molt sociables i tenen bona memòria i se'ls pot permetre vagar molt sabent que tornaran a casa en fosquejar. L'oca xinesa és més agressiu i sorollós que altres oques i es pot utilitzar com a animal de guàrdia per advertir d'intrusos. La carn de les oques de carn és de color fosc i rica en proteïnes, però dipositen greix per via subcutània, encara que aquest greix conté principalment àcids grassos monoinsaturats. Els ocells són sacrificats al voltant de les 10 o al voltant de les 24 setmanes. Entre aquestes edats, hi ha problemes per recobrir la carcassa a causa de la presència de plomes d'agulla en desenvolupament.
En alguns països, les oques i els ànecs són alimentats per força per produir fetges amb un contingut de greix excepcionalment alt per a la producció de foie gras. Més del 75% de la producció mundial d'aquest producte es produeix a França, amb indústries menors a Hongria i Bulgària i una producció creixent a la Xina. El foie gras es considera un luxe en moltes parts del món, però el procés d'alimentar a els ocells d'aquesta manera està prohibit en molts països per motius de benestar animal.

## Gall dindi

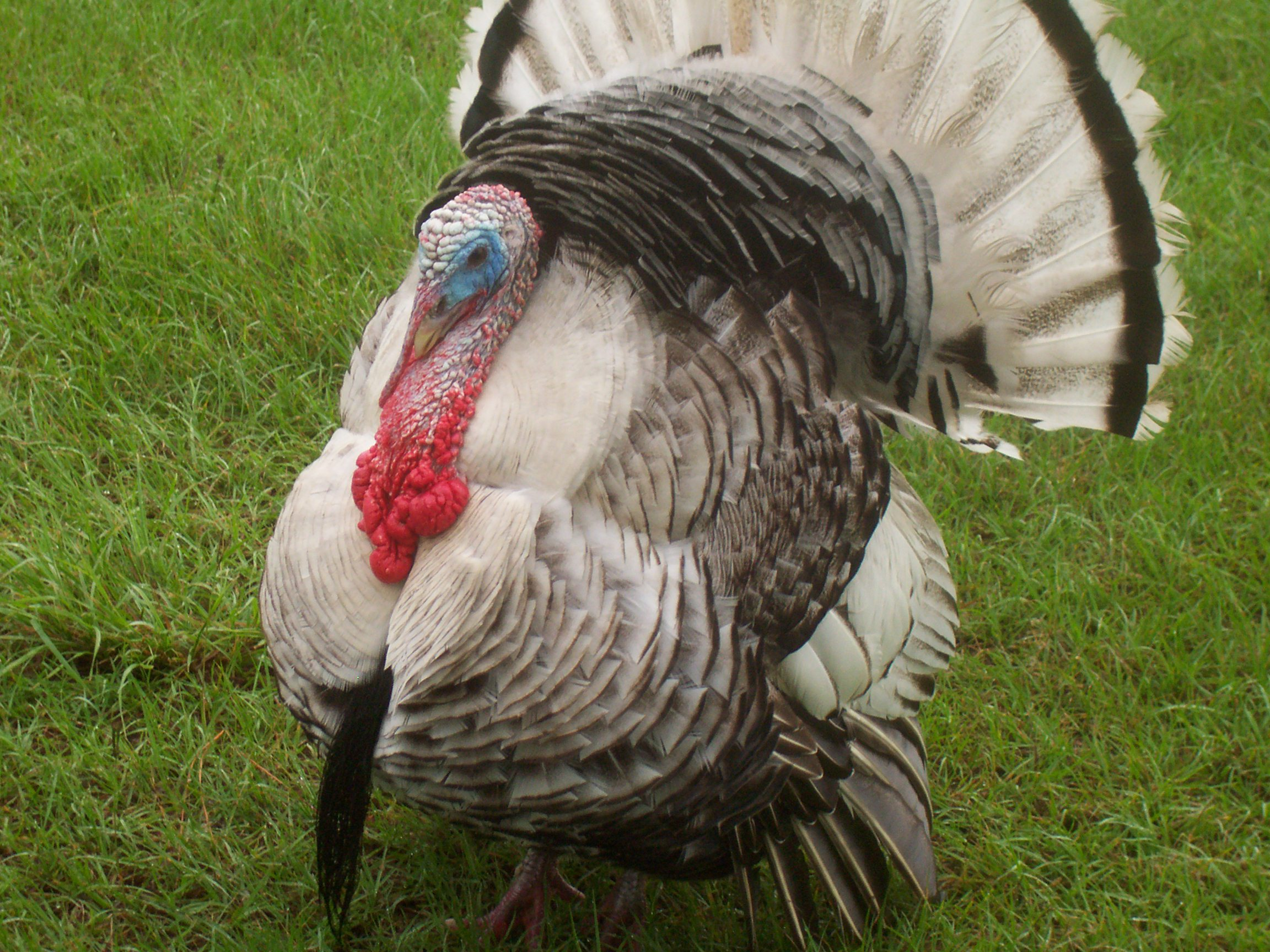
Gall dindi domesticat mascle exhibint-se sexualment mostrant la redecilla penjant sobre el bec, les carúncules penjant de la gola i la 'barba' de plomes petites, negres i rígides en el pit.

Els Galls dindi són ocells de mida gran, sent els seus parents més propers el faisà i la pintada. Els mascles són més grans que les femelles i tenen cues esteses en forma de ventall i barbes carnoses distintives, anomenades redeta, que pengen de la part superior del bec i s'utilitzen en l'exhibició de festeig. Els galls dindis salvatges poden volar, però rares vegades ho fan, preferint córrer amb un pas llarg i a cavall. Es posen en els arbres i busquen aliment en el sòl, alimentant-se de llavors, nous, baies, herbes, fullatge, invertebrats, llangardaixos i petites serps.
El gall dindi domesticat modern (Meleagris gallopavo) descendeix d'una de les sis subespècies de gall dindi salvatge que es troben en els actuals estats mexicans de Jalisco, Guerrero i Veracruz. Les tribus pre-asteques al centre-sud de Mèxic van domesticar per primera vegada l'ocell al voltant del 800 aC, i els indis Poble que habitaven l'altiplà de Colorado, a que ara és Estats Units, van fer el mateix al voltant del 200 aC. Usaven les plomes per a túniques, mantes i amb finalitats cerimonials. Més de 1.000 anys després, es van convertir en una important font d'aliment. Els primers anglòfons que es van trobar amb l'ocell el van identificar erròniament com una gallina de Guinea, una espècie coneguda a través de Turquia, d'aquí el seu nom en anglès 'turkey'.
Els galls dindis comercials generalment es crien en interiors sota condicions controlades. Sovint es tracta d'edificis grans, construïts especialment per proporcionar ventilació i poca intensitat de llum (això redueix l'activitat dels animals i, per tant, creix la taxa d'augment de pes). Les llums es poden encendre durant 24 h/dia, o una varietat de règims de llum per passos per encoratjar a els ocells a alimentar-se amb freqüència i, per tant, créixer ràpidament. Les femelles aconsegueixen el pes de sacrifici al voltant de les 15 setmanes d'edat i els mascles al voltant de les 19. Els ocells comercials madurs poden pesar dues vegades més que els seus contraparts silvestres. S'han desenvolupat moltes races diferents, però la majoria dels ocells comercials són blancs, ja que això millora l'aparença de la carcassa vestida, sent menys visibles les plomes de les agulles. Els galls dindis es solien consumir principalment en ocasions especials com el Nadal (10 milions d'exemplars al Regne Unit) o l'Acció de Gràcies (60 milions d'ocells als Estats Units) el 2014, per exemple. No obstant això, s'estan convertint cada vegada més en part de la dieta diària en moltes parts del món.

## Altres espècies d'aviram

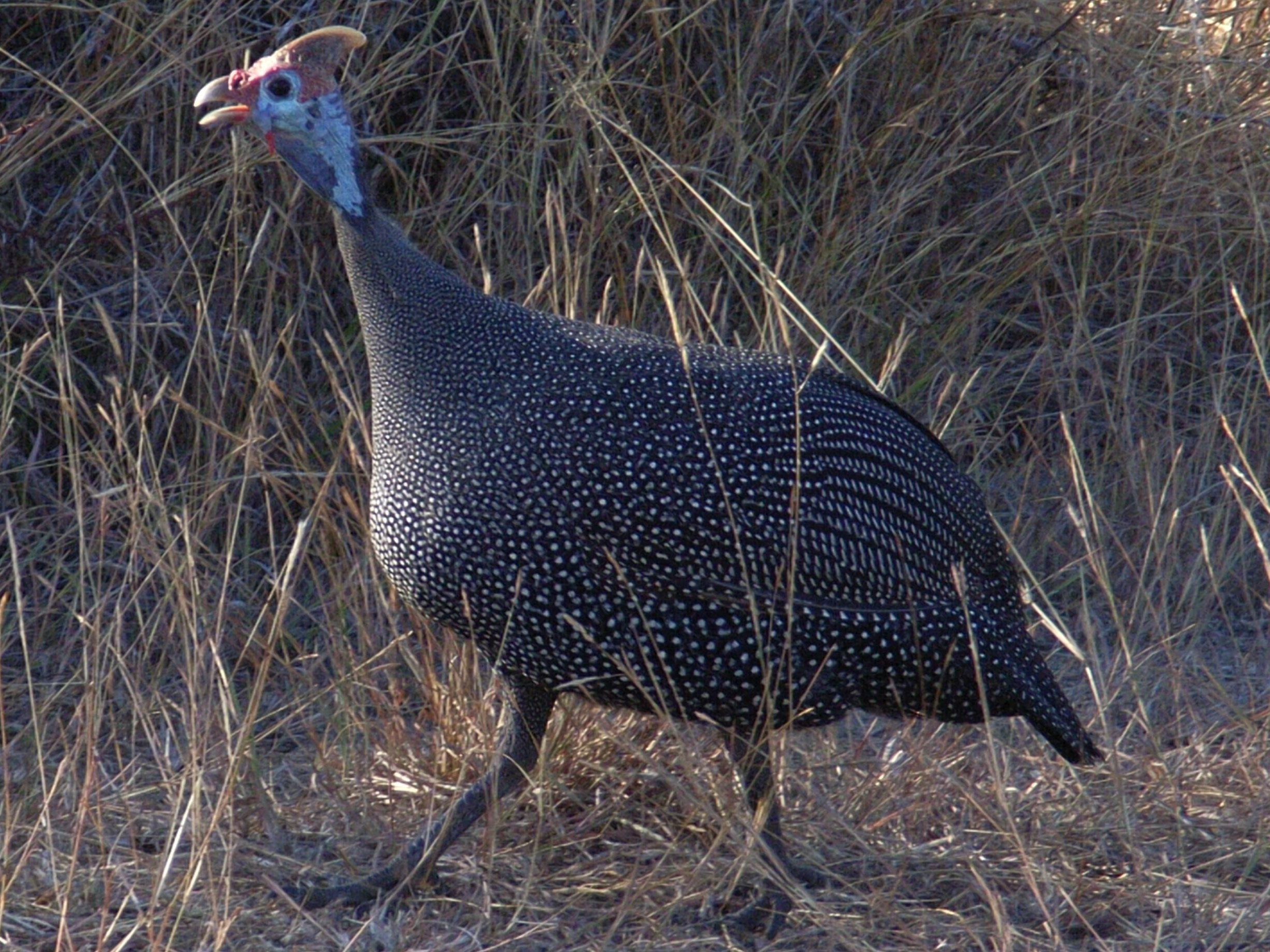
Exemplar de gallina de Guinea.

La gallina de Guinea es va originar en el sud d'Àfrica, i l'espècie que es cria amb major freqüència com a aus de corral és la gallina de Guinea amb casc (Numida meleagris). És un ocell gris o clapejat de grandària mitjana amb un petit cap nu amb barbes de colors i una protuberància en la part superior, i va ser domesticat en l'època dels antics grecs i romans. Les gallines de Guinea són ocells resistents i sociables que mengen principalment insectes, però també consumeixen herbes i llavors. Mantindran un hort lliure de plagues i es menjaran les paparres que transmeten la malaltia de Lyme. Es posen feliçment en els arbres i donen un advertiment vocal en veu alta sobre l'aproximació dels depredadors. La seva carn i ous es poden menjar de la mateixa manera que els de les gallines, ja que els exemplars joves estan llestos per a la taula a l'edat d'uns quatre mesos.
Un colomí és el nom donat a la cria dels coloms domèstics que estan destinats per a la taula. Com altres coloms domesticats, els ocells que s'utilitzen per a aquest propòsit descendeixen del colom roquer (Columba livia). S'utilitzen races d'utilitat especials amb característiques desitjables. Es posen dos ous i s'incuben durant uns 17 dies. Quan neixen, els colomins són alimentats per tots dos pares amb "llet de coloma", una secreció espessa rica en proteïnes produïda pel cultiu. Els colomins creixen ràpidament, però són lents per emplomar i estan llests per abandonar el niu als 26 a 30 dies i pesen al voltant de 500 g. Per llavors, les colomes adultes hauran posat i estaran incubant un altre parell d'ous i un parell prolífic hauria de produir dos colomins cada quatre setmanes durant una temporada de reproducció que dura diversos mesos.

## Particularitats
Sembla que un dels primers animals domesticats va ser l'ànec, a l'antiga Xina.
Les gallines són l'aviram més comú. Es poden tenir engabiades, en règim intensiu (se'ls talla una part del bec i les ungles dels peus), o bé a l'aire lliure, en règim extensiu. Es fa la distinció entre les gallines destinades a l'obtenció de carn, que necessiten un temps de criança de dos mesos, i a l'obtenció d'ous, que són de races diferents.
Els dies previs a Nadal tenen lloc fires d'aviram viu, entre les quals destaquen les de Vilafranca del Penedès, el Prat de Llobregat i Valls.
Aquests ocells poden ser el reservori de diferents microorganismes patògens com Salmonella enteritidis.